# Henri III Estienne
Pour les articles homonymes, voir Estienne.
Henri III Estienne, sieur des Fossés, mort en 1629, fils de Robert II Estienne, fut pourvu de la charge de trésorier des bâtiments du roi.

## Biographie
Né rue Saint-Jean-de-Beauvais il fut élevé par Philippe Desportes qui lui donna le goût de la poésie, il reçoit le titre d'imprimeur et d'interprète du roi pour les langues grecque et latine en 1574.
Prosper Marchand croit qu'il exerça l'imprimerie en 1618 ; mais on ne connaît aucun ouvrage sorti de ses presses. Il eut deux fils, Henri et Robert, et une fille mariée au notaire Fougerole.
Il a publié des vers et des traductions du grec en prose française.